# 金剛生駒紀泉国定公園
金剛生駒紀泉国定公園（こんごういこまきせんこくていこうえん）は、大阪府・奈良県の府県境の生駒山地・金剛山地一帯と、大阪府・和歌山県の府県境の和泉山脈一帯からなる国定公園である。
1958年（昭和33年）4月10日に金剛生駒国定公園（こんごういこまこくていこうえん）として指定（当時の面積は15,624 ha）。1996年（平成8年）10月2日に和泉山脈一帯を編入し、名称も現在の金剛生駒紀泉国定公園に変更された。
都心に近く自然が多く残っていることや、自然公園が多くあることなどにより、ハイキングなどで訪れる人も多い。

## 地理

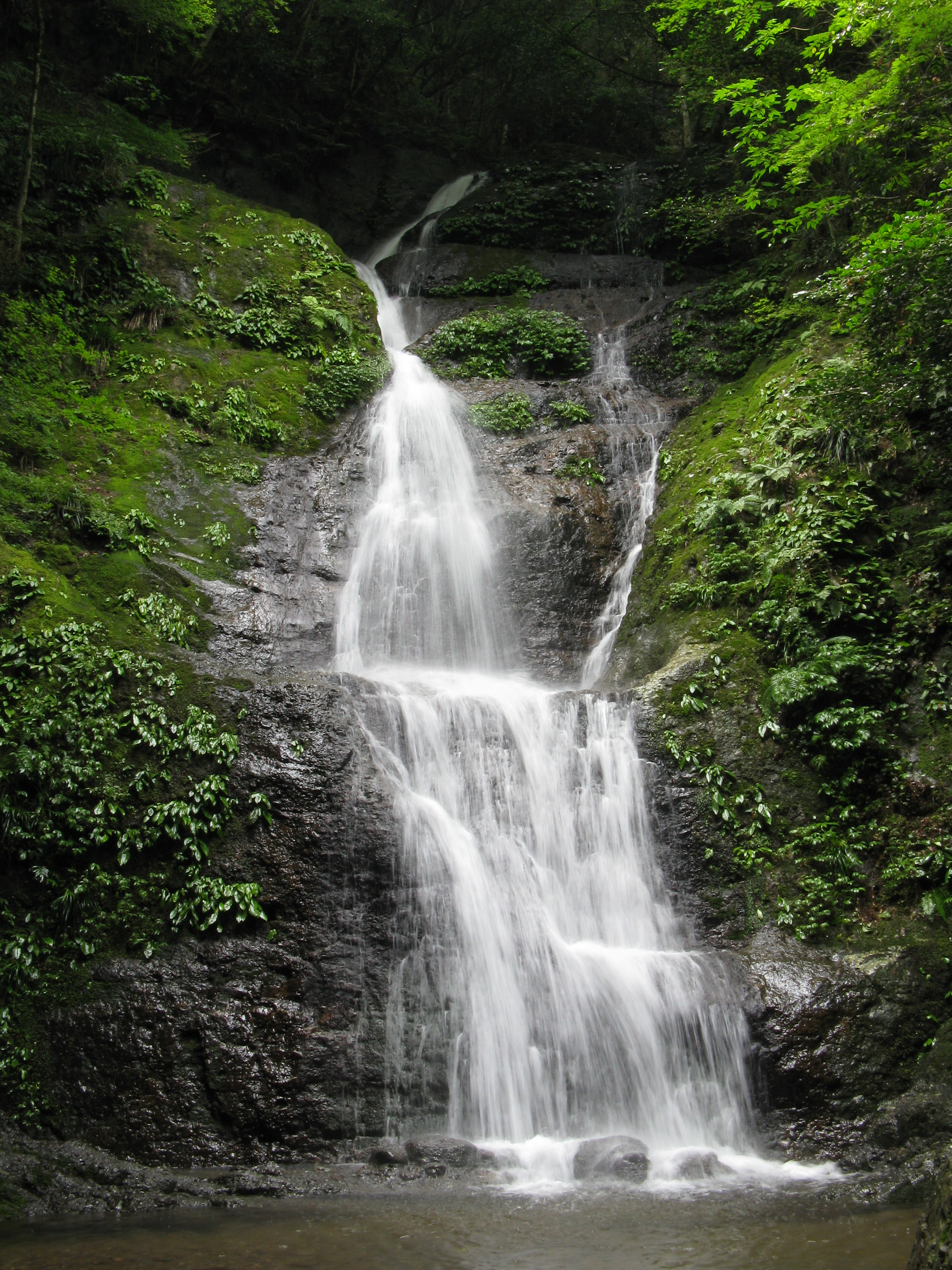
槙尾山の清水の滝

### 面積
- 総面積  -  23,119ha
  - 大阪府域  -  15,535ha[1]
  - 奈良県域  -  4,880ha[1]
  - 和歌山県域  -  2,704ha[1]

### おもな山
- 飯盛山 (314m)
- 生駒山 (642m)
- 高安山 (488m)
- 信貴山 (437m)
- 二上山 (517m)
- 大和葛城山 (959m)
- 金剛山 (1125m)
- 岩湧山 (897m)
- 槇尾山 (600m)
- 三国山 (886m)
- 和泉葛城山 (866m)

### おもな滝
- 金剛山 - 妙見滝、高天滝、天ヶ滝
- 槙尾山 - 清水の滝
- 滝畑四十八滝

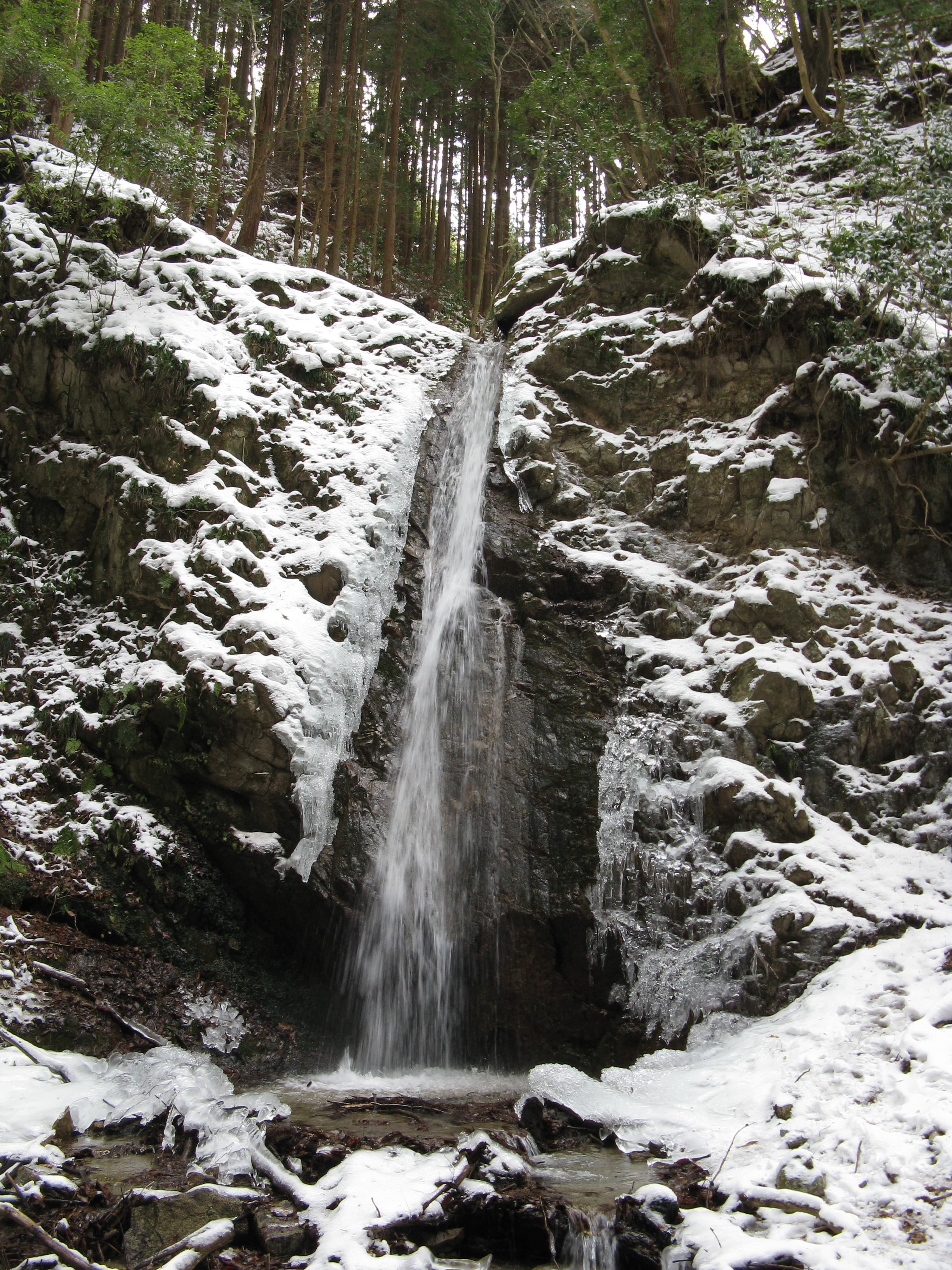
妙見滝
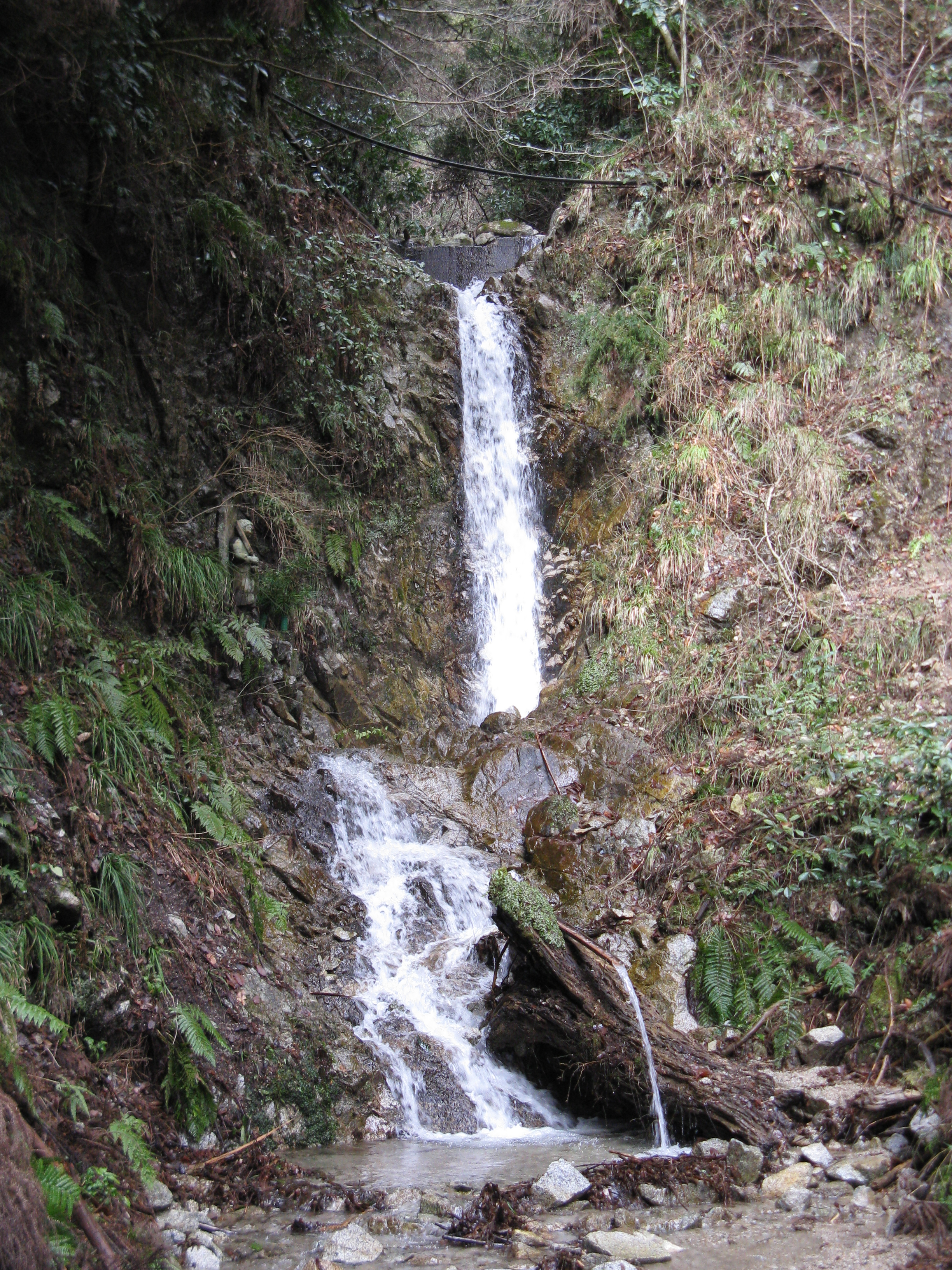
高天滝
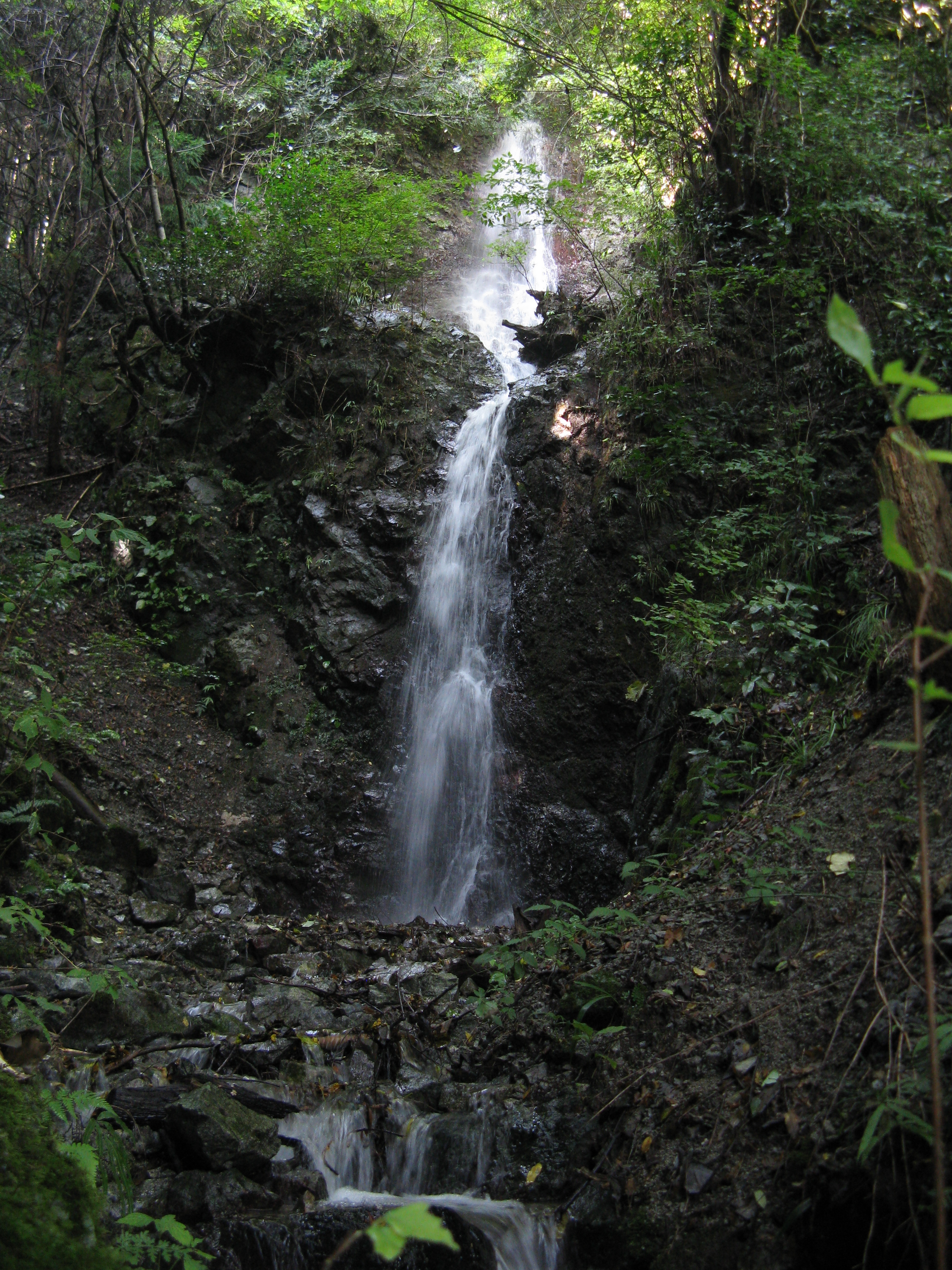
天ヶ滝
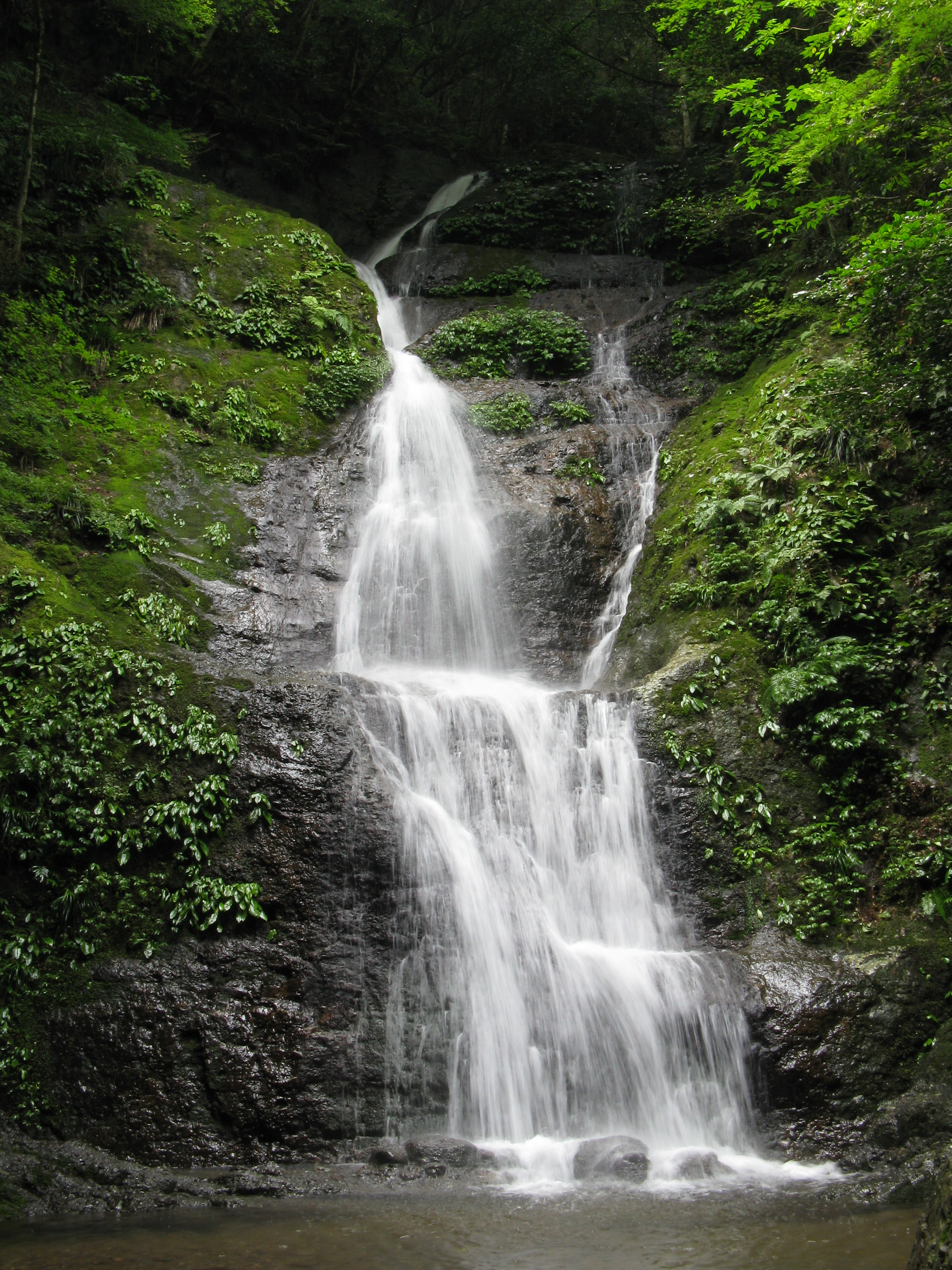
清水の滝

## 観光スポット

### 大阪府
以下の各園地は、府の条例により大阪府民の森に指定されている。
- 大阪府民の森くろんど園地
- 大阪府民の森ほしだ園地
- 大阪府民の森むろいけ園地（緑の文化園）
- 大阪府民の森中部園地（くさか園地、ぬかた園地、なるかわ園地、みずのみ園地）
- 金剛山 - 転法輪寺、葛木神社、もみじ谷
- 大阪府民の森ちはや園地
- 大阪府民の森ほりご園地（紀泉わいわい村）

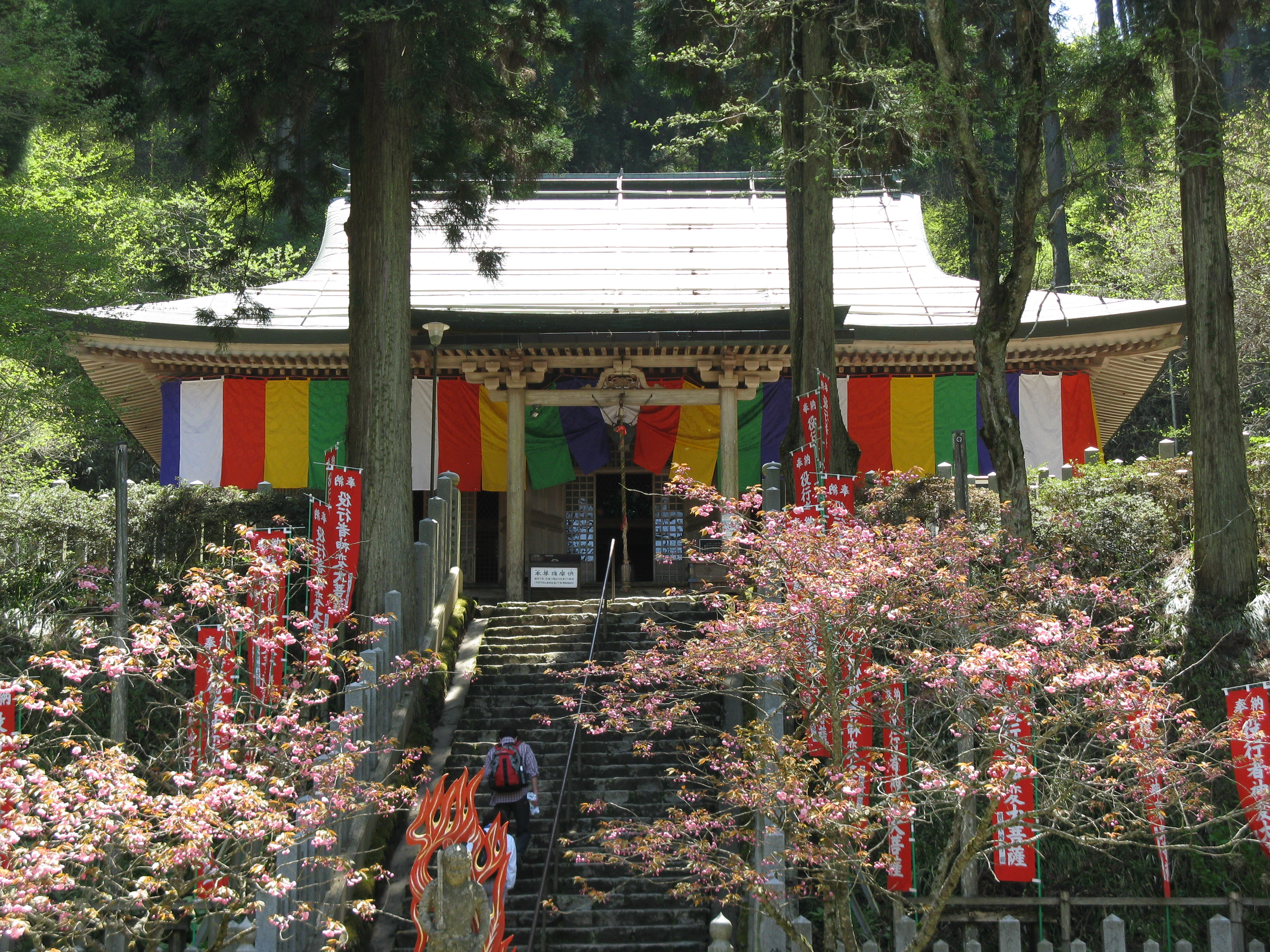
転法輪寺
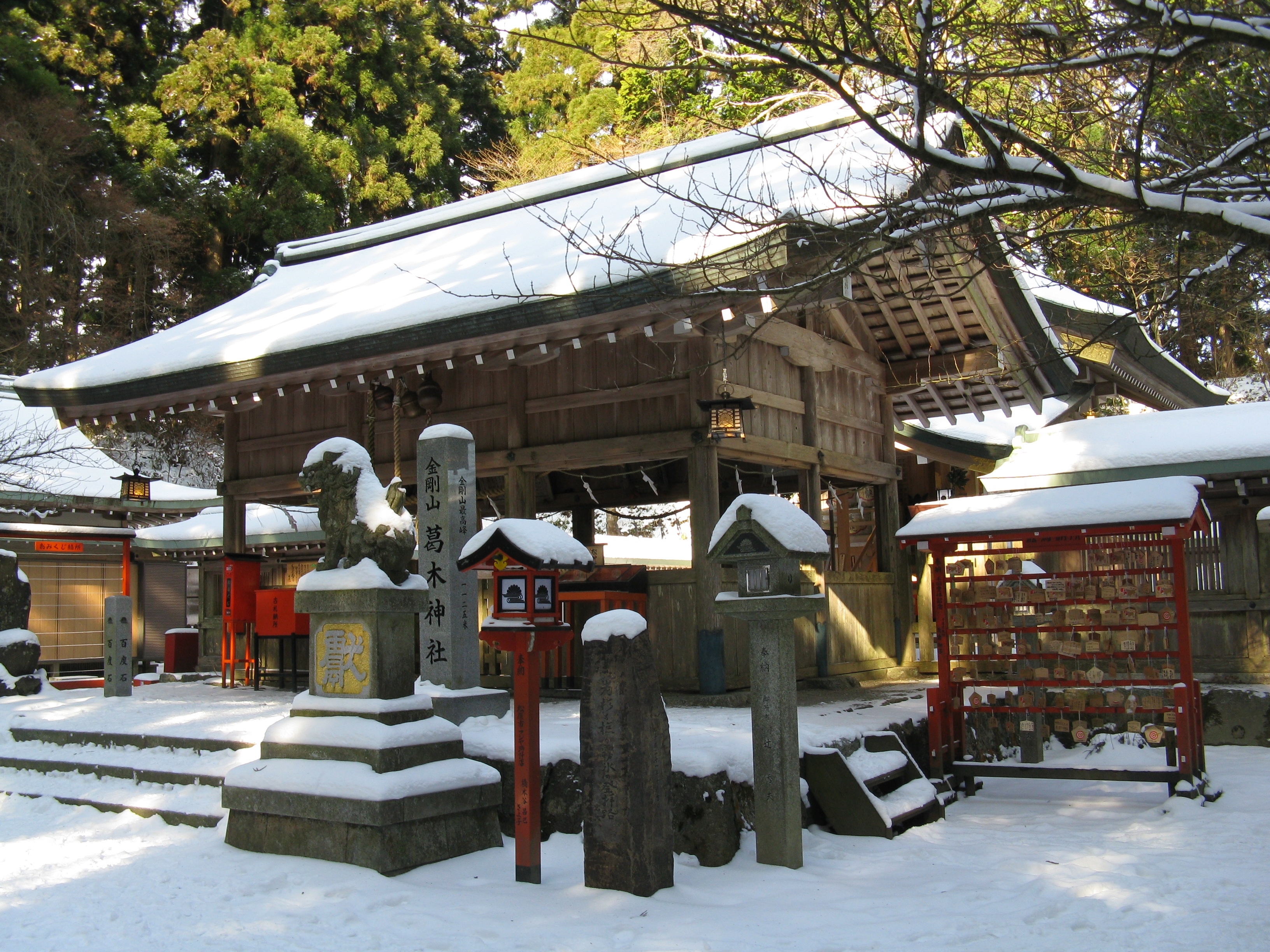
葛木神社
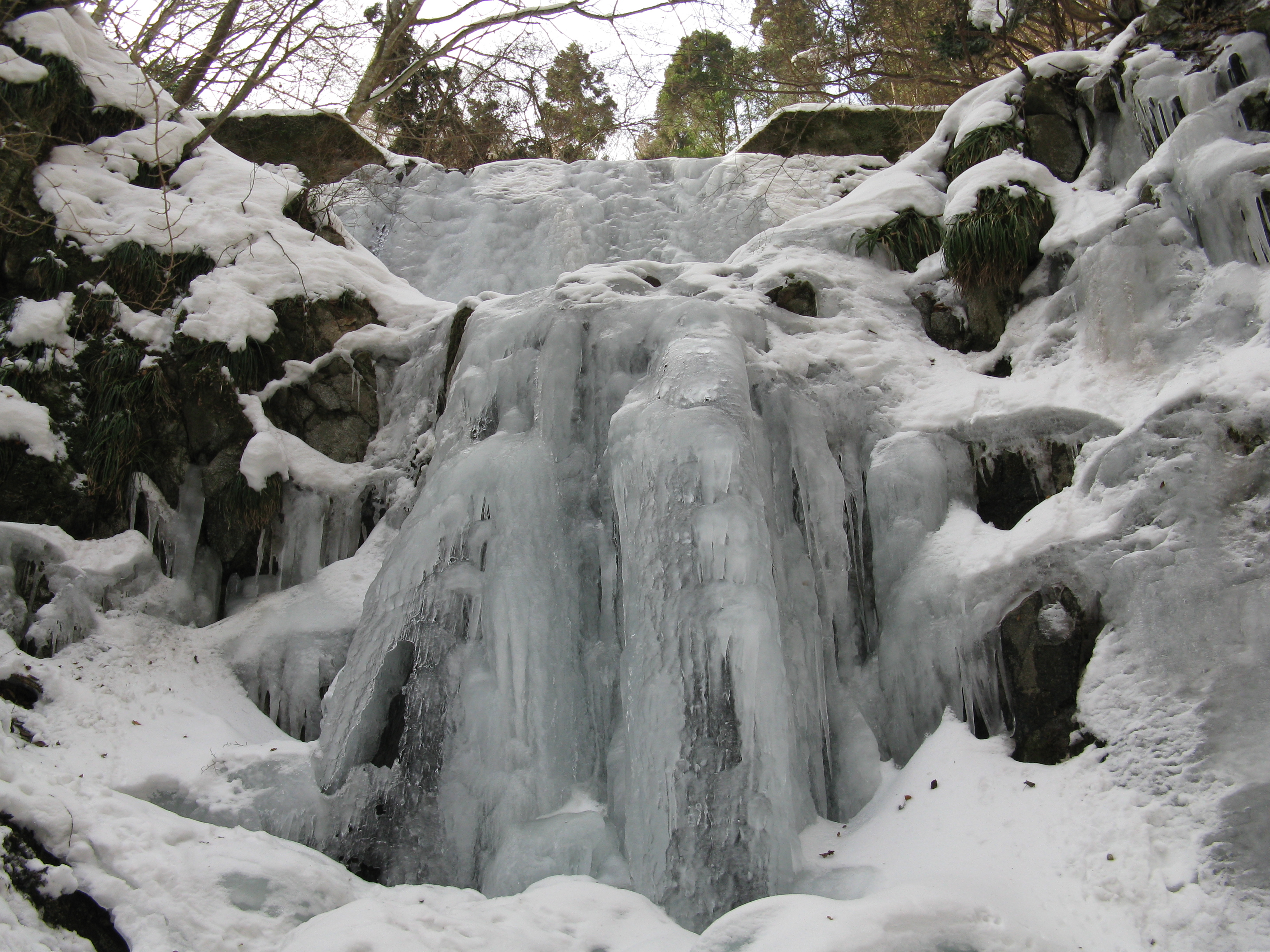
もみじ谷
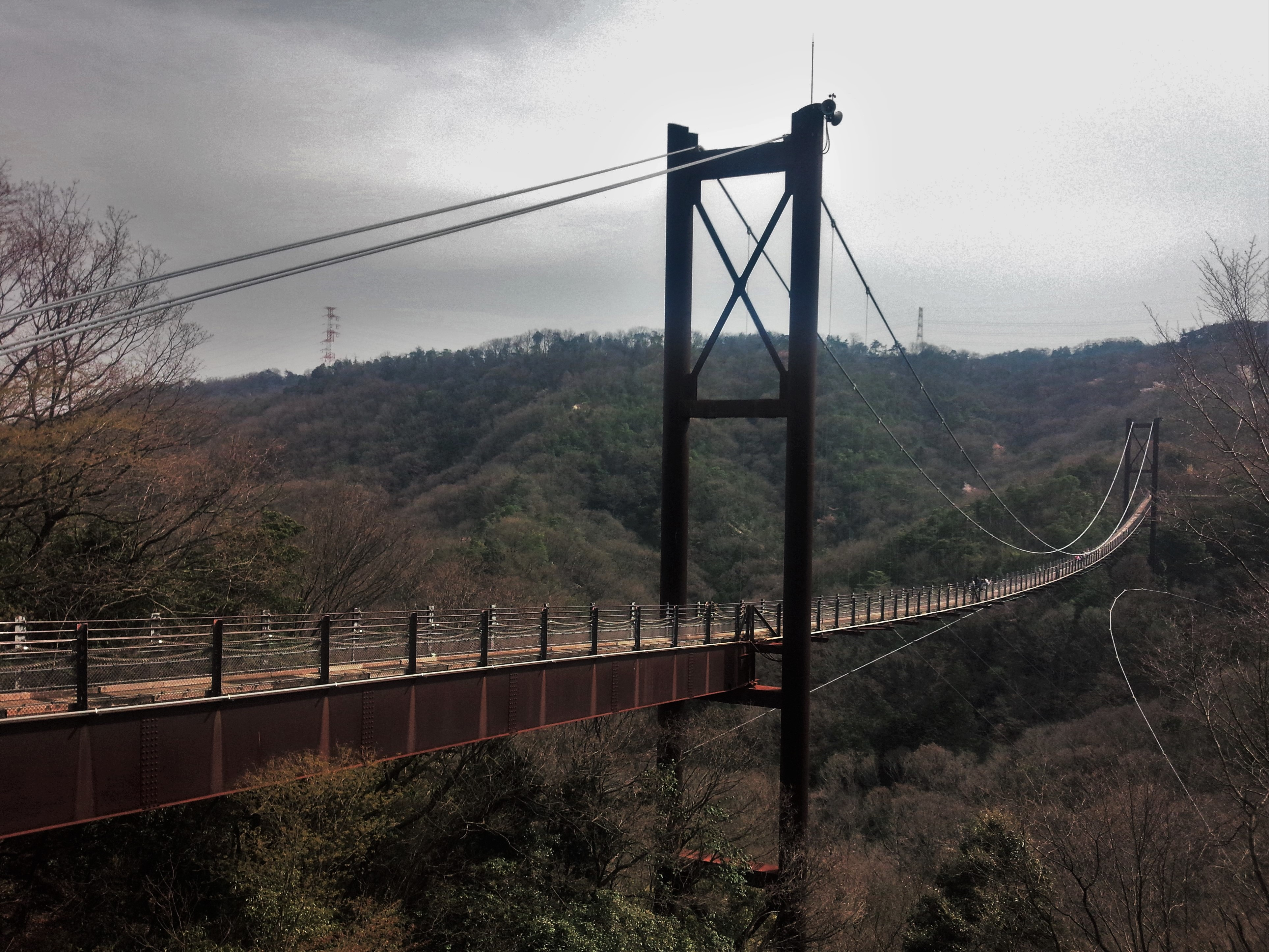
星のブランコ

### 奈良県
- くろんど池自然公園
- 生駒山 - 生駒山上遊園地、宝山寺
- 信貴生駒スカイライン - 鐘の鳴る展望台

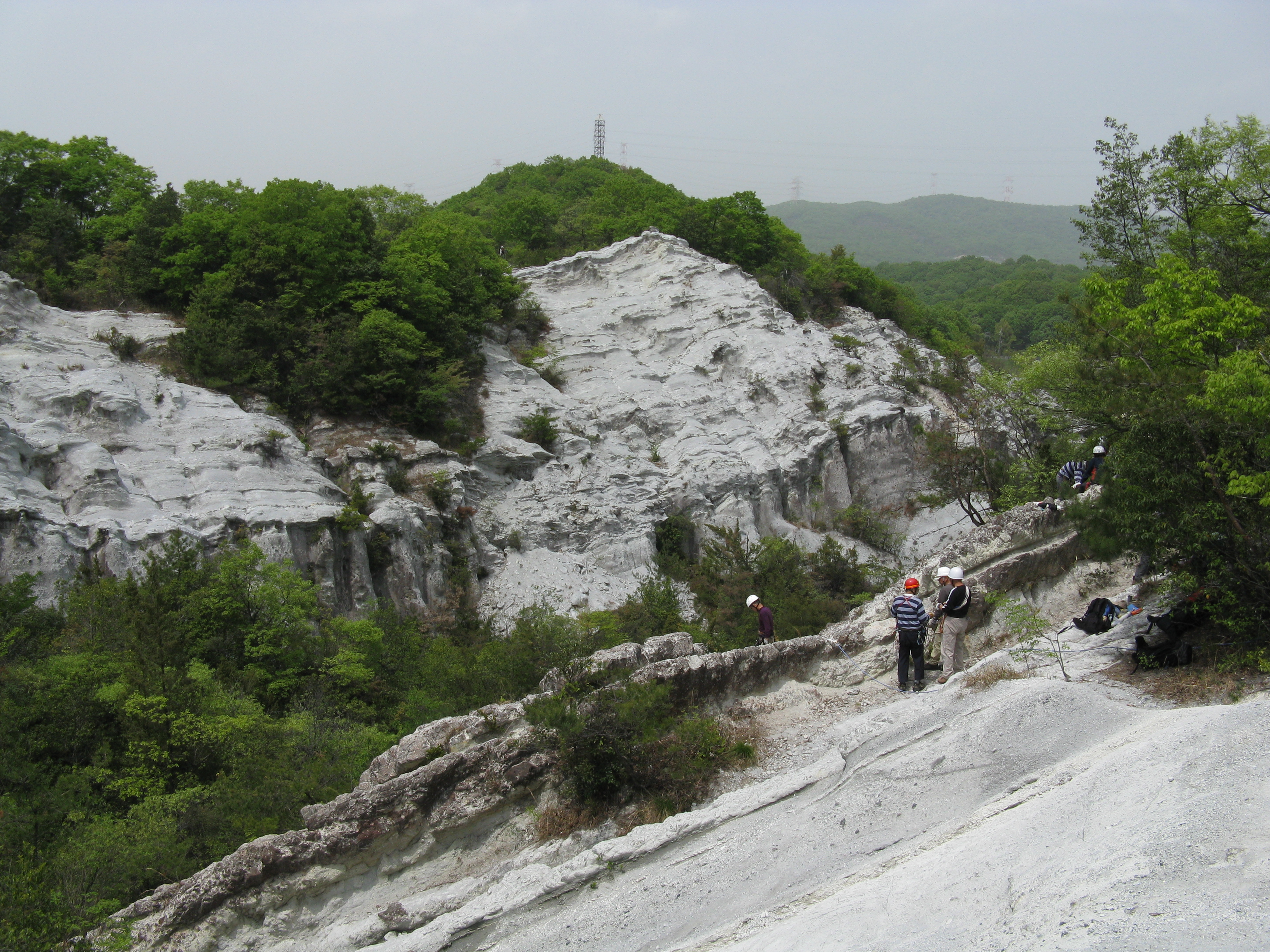
屯鶴峯
- 二上山 - 葛木二上神社、大津皇子の墓
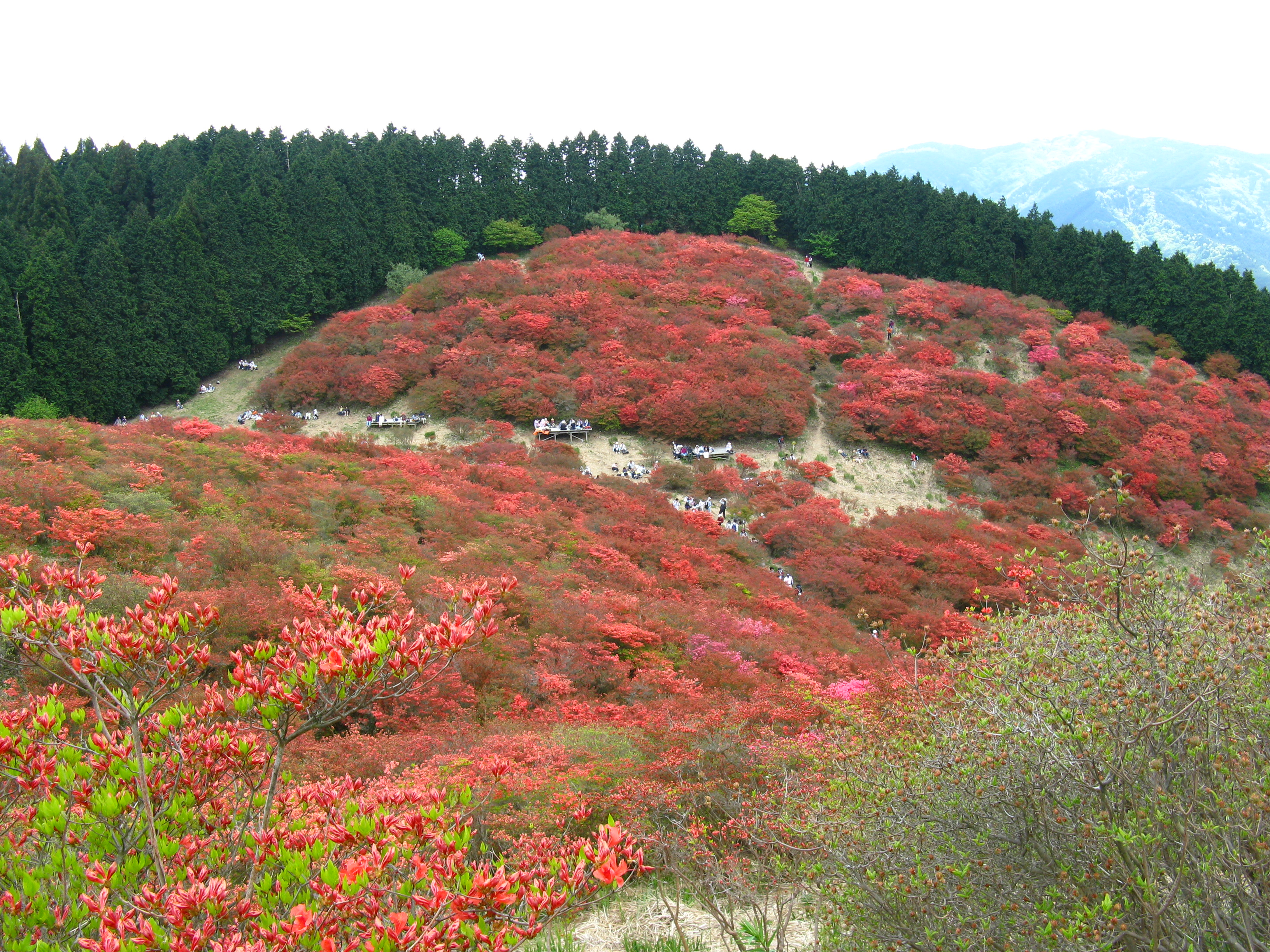
大和葛城山 - 櫛羅の滝、ツツジ園

- 屯鶴峯
- 大和葛城山ツツジ園

### 和歌山県

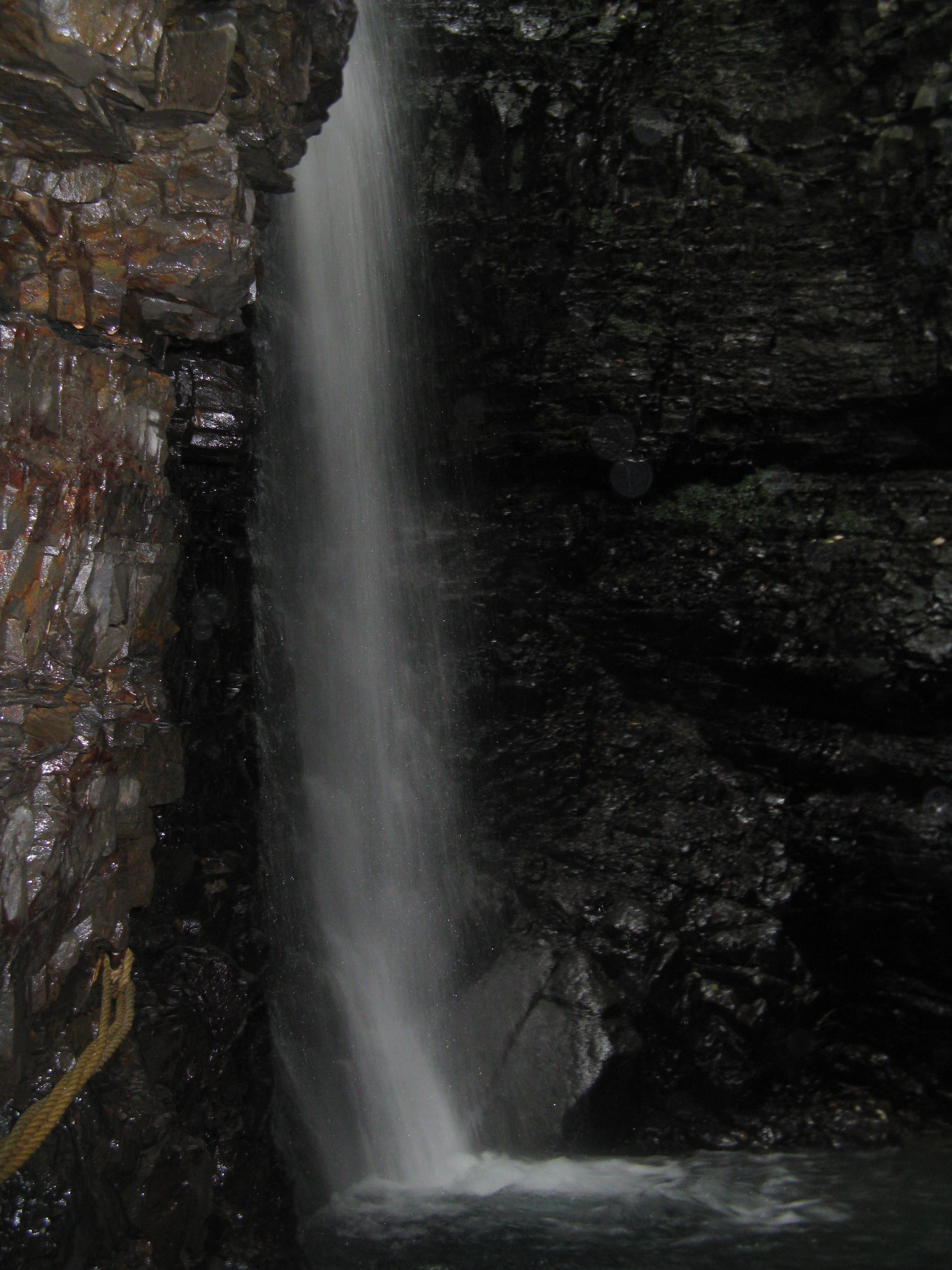
文蔵の滝
- 紀伊見温泉

- 文蔵の滝

## 関連市町村
- 大阪府
  - 交野市
  - 四條畷市
  - 大東市
  - 東大阪市
  - 八尾市
  - 柏原市
  - 羽曳野市
  - 南河内郡
    - 太子町
    - 河南町
    - 千早赤阪村

  - 河内長野市
  - 和泉市
  - 岸和田市
  - 貝塚市
  - 泉佐野市
  - 泉南市
- 奈良県
  - 生駒市
  - 生駒郡
    - 平群町
    - 三郷町

  - 香芝市
  - 葛城市
  - 御所市
  - 五條市
- 和歌山県
  - 橋本市
  - 伊都郡
    - かつらぎ町

  - 紀の川市

## 関連記事
- ダイヤモンドトレール
- 国定公園一覧